# Isabella Springmuhl Tejada
Isabella Springmuhl Tejada
Isabella Springmuhl Tejada (surnom, Belita ; née le 23 février 1997) est une styliste guatémaltèque. Elle est considérée comme la première styliste à avoir le syndrome de Down. Ses œuvres ont été exposées à l'exposition de mode internationale de la Fashion Week de Londres en 2016. La même année, elle est élue dans la liste 100 Women de la BBC.

## Vie personnelle
Tejada est la plus jeune d'une famille de quatre enfants. Sa grand-mère maternelle était elle-même une styliste reconnue, et dès l'enfance, elle fait preuve d'un talent indéniable en dessinant et en fabriquant des vêtements pour ses poupées. Après avoir obtenu une licence ès sciences et lettres, elle candidate à des formations en mode mais est généralement refusée à cause de sa trisomie, sauf dans un établissement.

## Style
Les modèles de Tejada proviennent du folklore guatémaltèque. Elle a travaillé avec beaucoup d'artistes du pays qui l'ont inspirée. Elle crée des accessoires, des sacs, des ponchos et des robes inspirés par la culture de son pays, ainsi que des vêtements spécifiquement créés pour les personnes touchées par le même handicap qu'elle. Ses créations sont très colorées, et elle utilise des vieux tissus guatémaltèque pour des imprimés floraux. La BBC dit de son style : « Elle a son propre processus de design unique. Elle commence par choisir elle-même des textiles guatémaltèque vintage authentiques chez son fournisseur favori à Antigua, puis elle les ramène à son atelier où elle donne des instructions à une couturière et une experte en broderie »."

## Reconnaissance publique
En 2015, Tejada est invitée à présenter ses œuvres au Musée Ixchel des textiles et vêtements indigènes du Guatemala. C'est une réussite et elle vend toutes les pièces de sa collection. Depuis, ses dessins ont été exposés au Panama et elle a gagné en notoriété. En 2016, ses robes sont exposées pendant l'événement de mode internationale de la Fashion Week de Londres. En octobre 2016, elle est invitée à présenter une collection à Rome.
Pour sa contribution à la mode et son travail, elle est élue pour faire partie de la liste 100 Women en 2016.